# Platon Leonidowitsch Lebedew

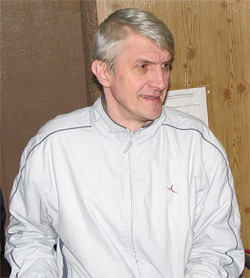
Platon Lebedew

Platon Leonidowitsch Lebedew, auch Platon Leonidowitsch Lebedjew (russisch Платон Леонидович Лебедев, wiss. Transliteration Platon Leonidovič Lebedev; * 29. November 1956 in Moskau) ist ein russischer Unternehmer und ehemaliger Vize-Vorstandsvorsitzender des heute insolventen Ölkonzerns Yukos. Lebedew ist verheiratet und Vater von drei Kindern.

## Leben
Nach seinem Abschluss am Moskauer Institut für Volkswirtschaft arbeitete er im Außenhandelsdepartment Zarubezhgeologija des sowjetischen Ministeriums für Geologie. 1990 wurde er Chef der Rosprom, einer Tochtergesellschaft zur Aktienverwaltung der Menatep-Invest. Diese war als eine der ersten Privatbanken Russlands 1988 von Michail Chodorkowski zur Finanzierung des Komsomolbetriebes NTTM (Zentrum für wissenschaftlich-technisches Schöpfertum der Jugendstiftung für Jugendinitiative) gegründet worden und wurde dank seiner politischen Beziehungen von diesem auch weiter erfolgreich geführt. Unter der Leitung Lebedews sicherte sich Rosprom 1995 als Hausbank des angeschlagenen Ölkonzerns Yukos die Aktienmehrheit des Unternehmens weit unter dem Marktwert, wobei Einwände unterlegener Bieter unberücksichtigt blieben. Als Chodorkowski im April 1996 den Vorstandsvorsitz der Bank Menatep abgab und die Leitung von Yukos übernahm, machte er auch hier seinen Freund Lebedew zu seinem Stellvertreter.

## Verhaftung
Unter dem Vorwand, sich 1994 20 % der Aktien des Bergwerks Apatit bei Kirowsk illegal angeeignet zu haben, wurde Lebedew am 2. Juli 2003 im Krankenhaus verhaftet. Nach Auffassung seiner Verteidigerin Jelena Lipzer (Tochter des bekannten russischen Menschenrechtlers Lew Ponomarjow) stellte dies einen Verstoß gegen die Europäische Menschenrechtskonvention dar. Die Verhaftung wurde schließlich 2009 auch durch den Obersten Gerichtshof Russlands als illegal bezeichnet, jedoch ohne Konsequenzen hinsichtlich des weiteren Haftvollzugs.

## Erster und zweiter Prozess
Am 16. Mai 2005 wurde er zusammen mit seinem Geschäftspartner Chodorkowski wegen Steuerhinterziehung und planmäßigen Betrugs zunächst zu neun, in einem Revisionsverfahren dann zu acht Jahren Haft verurteilt. Ab Herbst 2005 musste Lebedew in einer Strafkolonie jenseits des Polarkreises, in Charp im Autonomen Kreis der Jamal-Nenzen, Stacheldraht produzieren, bis er im Februar 2009 wieder nach Moskau überstellt wurde. Dort wurde er in einem zweiten Prozess als „rechte Hand“ Chodorkowskis wieder mitangeklagt und am 27. Dezember 2010 wegen Unterschlagung von 218 Millionen Tonnen Öl und Geldwäsche in der Zeit von 1999 bis 2003 schuldig gesprochen. Lebedew und Chodorkowski wurden am 30. Dezember 2010 zu je sechs weiteren Jahren Haft verurteilt. Lebedew sollte  voraussichtlich bis 2017 in Haft bleiben. Die Verteidigung hatte Berufung gegen das Urteil eingelegt.
Der Prozess gegen Lebedew und Chodorkowski sowie das Urteil riefen laute internationale Kritik hervor.
Anfang Februar 2011 hat Russlands Präsident Dmitri Medwedew juristische Expertenprüfungen für verschiedene Fälle, die in der Öffentlichkeit ein starkes Echo ausgelöst hatten, angekündigt. Darunter befindet sich auch das umstrittene zweite Urteil gegen Lebedew und Chodorkowski. Ein von der Regierung eingesetztes Gremium für die Förderung der Menschenrechte und Bürgergesellschaft wird ein Gutachten nach dem Inkrafttreten des Urteils zum kritisierten Verfahren erstellen.
Am 14. Februar 2011 sorgte ein Interview für Aufsehen. Natalja Wassiljewa, eine Assistentin des Richters Wiktor Danilkin, die während des Prozesses als Gerichtssprecherin diente, behauptete, Danilkin sei das Urteil von den russischen Behörden aufgezwungen worden. Wassiljewa zufolge entsprach das von Danilkin am Stadtgericht vorbereitete Urteil nicht den Erwartungen. Deshalb sei ihm vom Moskauer Zentralgericht ein anderes Urteil vorgelegt worden, das er habe verlesen müssen. Wassiljewa schildert im Interview detailliert, wie die politische Einflussnahme ausgesehen haben soll. Richter Danilkin bezeichnete die Äußerungen als Verleumdung. Das Moskauer Stadtgericht wies die Vorwürfe, das Urteil stamme nicht von Danilkin, zurück. Wassiljewas Kommentare seien nichts anderes als eine Provokation.
Bereits im Vorfeld der Urteilsverkündung hatte eine Äußerung des damaligen Ministerpräsidenten Wladimir Putin für Wirbel gesorgt. Am 16. Dezember 2010, bevor das Urteil gesprochen wurde, sagte Putin in der Fragestunde einer Fernsehsendung, es sei davon auszugehen, dass „die Verbrechen von Herrn Chodorkowski vor dem Gericht bewiesen wurden“. „Jeder Dieb muss ins Gefängnis“, sagte Putin und verwies darauf, dass der US-Milliardenbetrüger Bernard Madoff in den USA für „ähnliche Verbrechen zu 150 Jahren Gefängnis verurteilt“ worden sei. Da sei die russische Justiz, die gegen Chodorkowski 14 Jahre fordere, „sehr viel liberaler“. Chodorkowskis Anwalt Juri Schmidt kritisierte die „direkte Einmischung“ Putins in den Prozess, durch die Druck auf den Richter ausgeübt werde. „Das ist nach Artikel 17 der europäischen Menschenrechtskonvention verboten“, sagte Schmidt und kündigte an, dies in einer Klage vor dem europäischen Menschenrechtsgerichtshof vorzubringen, sollte Chodorkowski verurteilt werden. Russlands Präsident Medwedew kritisierte Putin für dessen Äußerungen am Fernsehen indirekt: „Weder der Präsident noch ein anderer Beamter hat das Recht, seine Position in diesem Fall oder irgendeinem anderen Verfahren vor dem Urteilsspruch wiederzugeben.“

### Berufungsverhandlung
Am 24. Mai 2011 bestätigte ein Moskauer Berufungsgericht das Urteil der Vorinstanz, reduzierte aber die Gesamtstrafe um je ein Jahr. Somit hätten Lebedew und Chodorkowski bis 2016 in Haft bleiben müssen. Als Begründung für die Reduzierung der Strafe ging das Gericht von einer weit kleineren Menge Öl aus, die angeblich unterschlagen worden sei.

### Reduzierung der Haftstrafe
Aufgrund eines neuen Gesetzes reduzierte ein Moskauer Bezirksgericht auf Antrag der Staatsanwaltschaft Ende 2012 die Haftstrafe sowohl für Chodorkowski als auch für Lebedew um zwei Jahre. Chodorkowski wurde nach einem ihm nahegelegten Gnadengesuch am 19. Dezember 2013 begnadigt und am darauffolgenden Tag aus der Haft entlassen. Platon Lebedew wurde am 24. Januar 2014 aus der Haft entlassen.